# 蓋拉德 (喬治亞州)
蓋拉德（英語：Gaillard）是位於美國喬治亞州克勞福德縣的一個非建制地區。該地的面積和人口皆未知。

## 地理
蓋拉德的座標為32°38′37″N 84°00′19″W / 32.64361°N 84.00528°W，而該地的平均海拔高度為123米（即404英尺）。